# Macroderes bias
Macroderes bias är en skalbaggsart som beskrevs av Olivier 1789. Macroderes bias ingår i släktet Macroderes och familjen bladhorningar. Inga underarter finns listade i Catalogue of Life.